# Maria Dolors Farrés
Maria Dolors Farrés (Vic, 1962) és una escriptora i periodista catalana.
Llicenciada en Ciències de la comunicació per la Universitat Autònoma de Barcelona, va començar a treballar en setmanaris locals i comarcals i durant disset va exercir-hi la seva professió. Posteriorment va treballar com a locutora en emissores com Onda Rambla, Ona Osona, Ràdio Vic i com a corresponsal de Catalunya Ràdio entre 1985-1998 i 1999-2001. Durant aquesta etapa també va col·laborar en la revista Imatges… Records de la vida d'Osona i el Ripollès i la revista de la Fundació Espriu.
El 1995 va publicar la novel·la curta Ciutat ambre i el llibre El Pla del Remei. L'any 2007 la seva novel·la L'hora quieta va quedar finalista al Premi Sant Jordi de novel·la, publicada un any després amb el títol El monestir de l'amor secret.
El 2003 es va retirar de les activitats periodístiques per una malaltia i des de llavors es dedica exclusivament a la creació literària.
L'any 2008 va ser finalista del Premi Sant Jordi per El monestir de l'amor.

## Obra

### Novel·la
- 1985. Sis anys sense claror (inèdita)
- 1995. Ciutat ambre
- 2008. El monestir de l'amor secret, finalista del Premi Sant Jordi[7]
- 2017. El Càstig
- 2018. L'hora quieta, versió íntegra i original de la novel·la El monestir de l'amor secret, traduït al castellà com Esa hora tan quieta

### Crítica literària o assaig
- 1995. El Pla del Remei